# Донбасантрацит
ДКХ «Донбасантрацит».
Центр — м. Красний Луч Луганської області. Включає 7 шахт, які видобувають антрацит.
Утворене в 1976 році.
Загальний фактичний видобуток 741282 т (2003). Має 5 вуглезбагачувальних фабрик. Шахти розробляють 30 шахтопластів сумарною потужністю 29 м (середня товщина пластів 1,04 м), вугілля марки А трьох світ сер. Карбону — смолянинівської, кам'янської та алмазної.
Середня потужність пласта 1 м. Кут падіння вугільних пластів 0…70°. Середня глибина розробки 480 м, найбільша — до 800 м. Переважна система розробки — довгі стовпи — до 1500 м. На очисних роботах використовуються мех. комплекси, вугільні комбайни,струги. Проходка — буропідривним методом і прохідницькими комбайнами. Підземний транспорт — електровозний та конвеєрний. Середня зольність вугілля — 33,0 %.
Переважають складні гірничо-геологічні умови видобутку, які характеризуються тектонічними порушеннями, розривом суцільності вугільних пластів, розшаруваннями, розмивами. За метановим фактором більшість шахт належить до надкатегорійних і небезпечних за суфлярними виділеннями метану, раптовими викидами вугілля.
Адреса: 94500, вул. Косіора, 10, м. Красний Луч, Луганської обл.

## Підприємства
- ДВАТ «Шахта «Краснолучська»
- ДВАТ «Шахта ім. газети «Ізвестія»
- ДВАТ «Шахта «Княгининська»
- ДВАТ «Шахта «Хрустальська»
- ДВАТ «Шахта «Краснокутська»
- ДВАТ «Шахта «Міусинська»
- ДП «Шахта № 71 «Індустрія»

### Начальники «Донбасантрациту»
- 1945–1948 — Мойсеєв Федір Павлович
- 1948–1950 — Пучнов Олександр Федорович
- 1950–195.2 — Архангельський Михайло Сергійович
- 1956–1960 — Ткаченко Іван Андрійович
- 1961–1964 — Пономаренко Микола Федорович
- 1964–1980 — Манжула Анатолій Олександрович
- 1980—1990 — Титаренко Федір Іванович
- 1990–1998 — Скрабов В'ячеслав Васильович
- 2011—2014 — Керкез Семен Данилович